# Langeland-Denkmal
Das Langeland-Denkmal ist ein Denkmal für den norwegischen Major Oliver H. Langeland (1887–1958) in Nordfjordeid in der norwegischen Gemeinde Stad.
Es befindet sich südlich des Ortszentrums von Nordfjordeid auf dem Exerzierplatz Nordfjordeid unweit des Ufers des Eidselva.

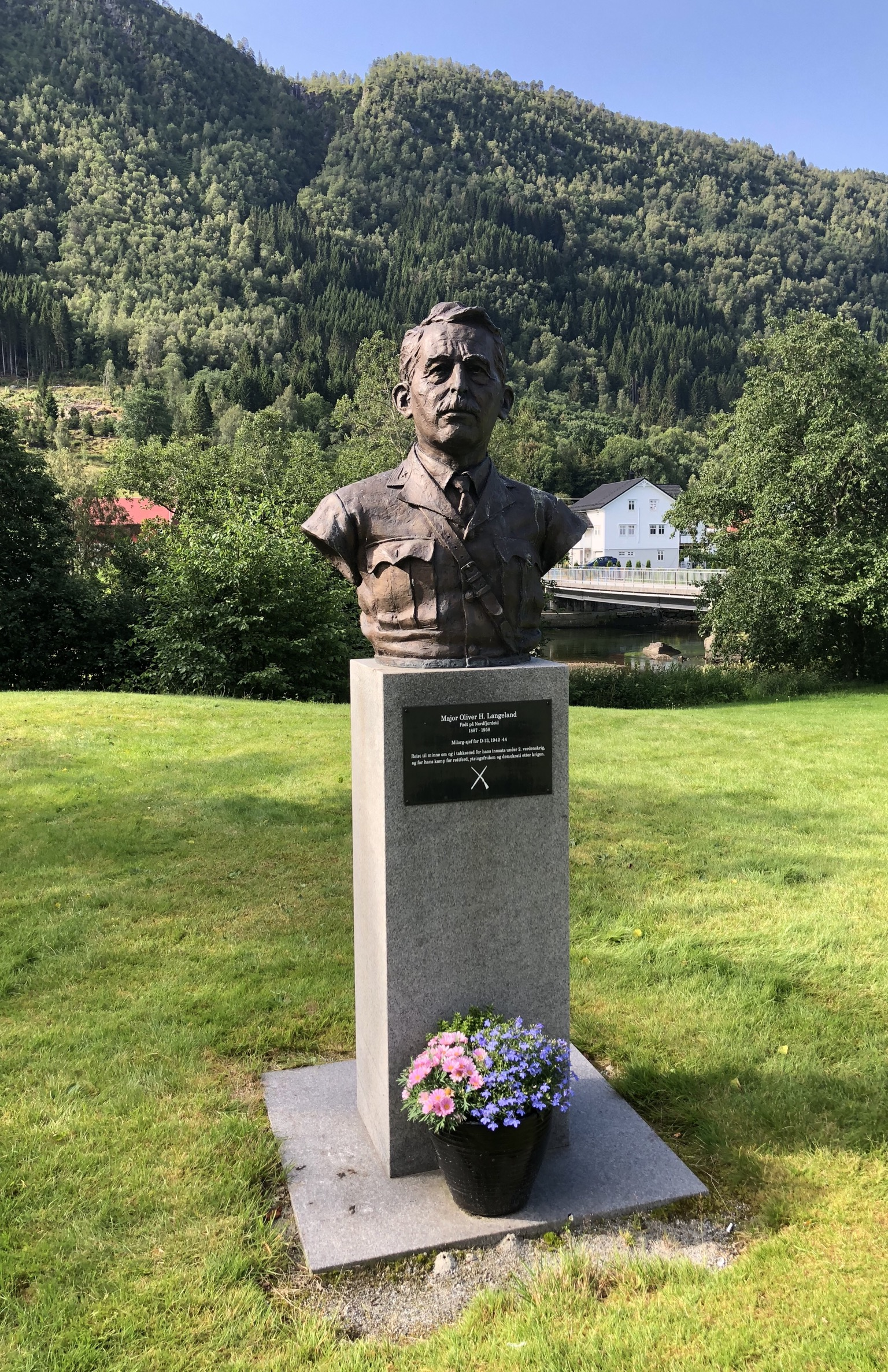
Langeland-Denkmal, 2019

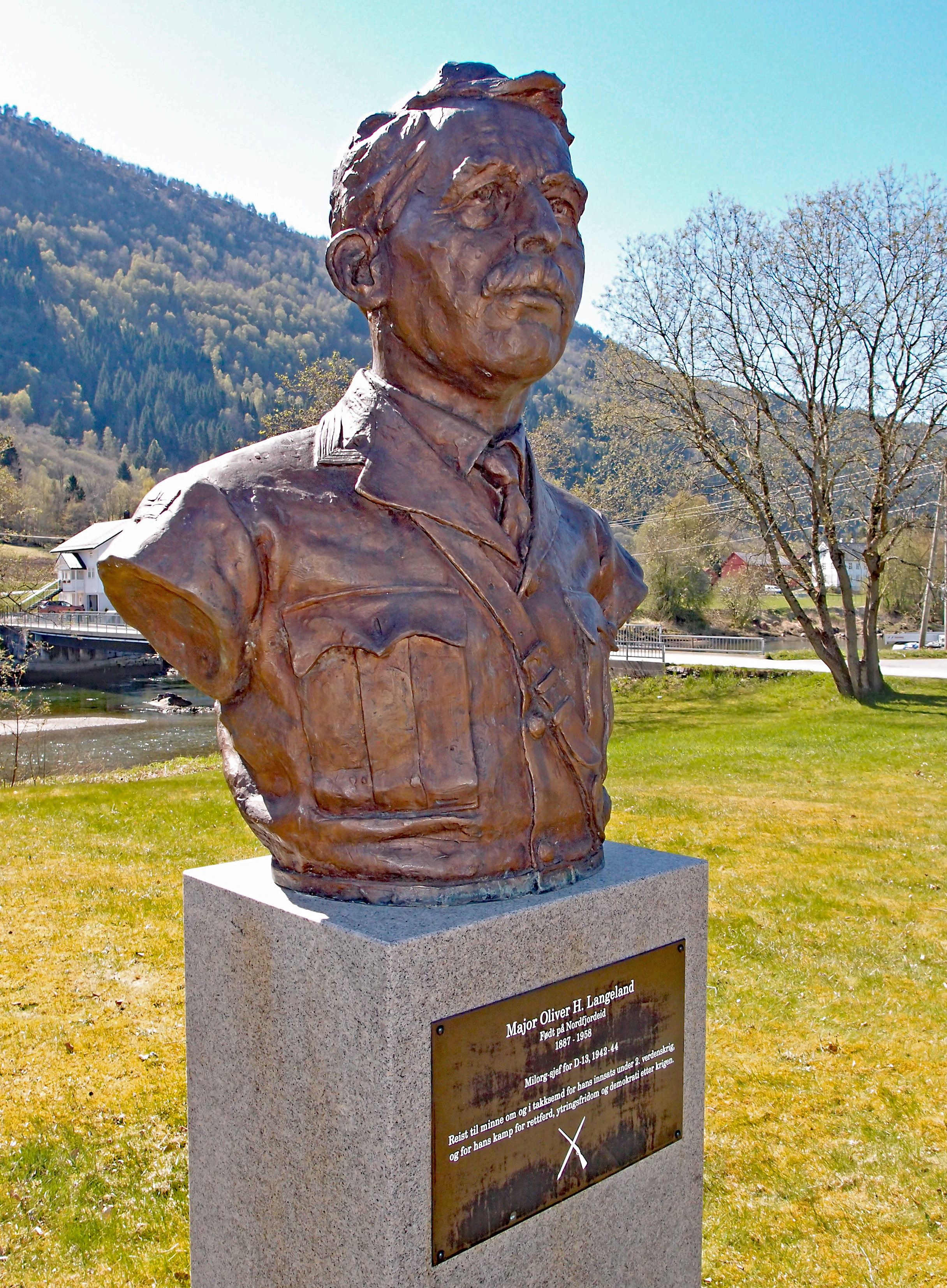
2017

Der in Nordfjordeid geborene Langeland war von 1942 bis 1944 Leiter der norwegischen Widerstandsbewegung gegen die deutsche Besatzung Norwegens Milorg im für Oslo zuständigen Distrikt. Er war in der Nachkriegszeit umstritten, da er sich sehr hart gegen die norwegische Regierung äußerte und der Vorkriegs- und Kriegsregierung Norwegens eine Mitschuld an der Besetzung gab und die Kollaboration norwegischer Behörden und Amtsträger kritisierte.
Das vom aus Nesoddtangen stammenden Künstler Frode Mikael Lillesund geschaffene Denkmal, wurde am 27. Juni 2015 im Rahmen einer Festveranstaltung enthüllt. Es waren Spenden in Höhe von 263.000 Norwegischen Kronen für die Aufstellung des Denkmals gesammelt worden. Um die Festveranstaltung ergab sich eine Auseinandersetzung über die Teilnahme eines Vertreters der norwegischen Militärs. Nach einer anfänglichen Zusage, sagte das Militär schließlich doch ab. Der Eider Bürgermeister Alfred Bjørlo sah als Grund der Absage, die starke Kritik Langelands an der norwegischen Regierung. Vom norwegischen Militär wurde die Kritik zurückgewiesen und als Grund für die Nichtteilnahme Äußerungen Langelands aus der Vorkriegszeit genannt, in denen er Befürchtungen über ein Aussterben der weißen Rasse geäußert haben soll und sich kritisch zu Abtreibungen positionierte. Von anderer Seite wurden diese Äußerungen als für die Zeit typisch bewertet, die man nicht gegen ihn und seine Leistungen stellen könne.
Zur Enthüllung waren auch diverse Angehörige Langelands, darunter auch aus den USA und dem Vereinigten Königreich, anwesend. Der Vorsitzende des für die Aufstellung des Denkmals gebildeten Komitees, John Olav Vereide, würdigte in einer Rede sowohl Langelands Einsatz im Zweiten Weltkrieg, als auch sein Engagement nach dem Krieg. Ähnlich äußerte sich Alfred Bjørlo, der Bürgermeister von Eid. Von militärischer Seite sprach der pensionierte Oberstleutnant Gudmund I. Haugen.
Das Denkmal zeigt eine Langeland darstellende Büste, die auf einem hohen steinernen Sockel ruht. Am oberen Teil des Sockels ist eine Gedenktafel angebracht. Der in Norwegisch verfasste Text lautet:

„Major Oliver H. Langeland

Født på Nordfjordeid

1887–1958
Milorg-sjef for D-13, 1942–1944
Reist til minne om og i takksemd for hans innsats under 2. verdenskrig,

og for hans kamp for rettferd, ytringsfridom og demokrati etter krigen.“

(deutsch Major Oliver H. Langeland / Geboren in Nordfjordeid / 1887–1958 / Chef von Milorg D-13, 1942–1944 / Errichtet in Erinnerung und aus Dankbarkeit für seinen Einsatz im 2. Weltkrieg, / und für seinen Kampf für Gerechtigkeit, Redefreiheit und Demokratie nach dem Krieg.)
Darunter sind gekreuzt ein Füllfederhalter und ein Gewehr dargestellt.